# Princezna Lilibet ze Sussexu
Princezna Lilibet ze Sussexu (Lilibet Diana* 4. června 2021), je členka britské královské rodiny. Je dcerou prince Harryho, vévody ze Sussexu, a Meghan, vévodkyně ze Sussexu. Je vnučkou krále Karla III. a princezny Diany, a je sedmou v linii následnictví britského trůnu.

## Oznámení
V únoru 2021 vévoda a vévodkyně ze Sussexu oznámili, že čekají druhé dítě. Během televizního speciálu Meghan a Harry v rozhovoru s Oprah Winfreyovou v březnu 2021 prozradili, že čekají dívku.

## Narození a rodina
Lilibet Diana Mountbatten-Windsor se narodila v nemocnici Santa Barbara Cottage v kalifornské Santa Barbaře 4. června 2021 v 11:40 místního času PDT (20:40 SELČ). Její narození spolu s jejím jménem bylo oznámeno o dva dny později. Jméno dostala po své prababičce a královně Alžbětě II. přezdívané Lilibet a po babičce Dianě, princezně z Walesu. Její přezdívka je „Lili“. Má staršího bratra Archieho.
Byla pokřtěna v episkopální církvi, která je součástí Anglikánského svazu církví, při soukromé bohoslužbě v domě jejích rodičů 3. března 2023 Johnem H. Taylorem, biskupem z Los Angeles. Jejím kmotrem je americký herec a komik Tyler Perry.
Z otcovy strany má předky z britské královské rodiny. Z matčiny strany má afroamerické i euroamerické předky. Má dvojí občanství Spojených států a Spojeného království.
V prosinci 2021 byla Lilibet poprvé ukázána veřejnosti na vánočním přání jejích rodičů. Fotografii pořídil britský fotograf Alexi Lubomirski v rodinném domě na začátku roku.
Lilibet se poprvé osobně setkala se svou prababičkou královnou Alžbětou II. a dědečkem králem Karlem III., tehdejším princem z Walesu, když rodina v červnu 2022 odcestovala do Londýna na platinové jubileum Alžběty II.

## Tituly, oslovení a následnictví
Lilibet je sedmá v nástupnické linii na britský trůn (osmá v době svého narození) a je nejvýše postavenou osobou v současné linii následnictví, která se narodila v zámoří. I když její jméno nebylo nikdy formálně stylizované s titulem, v době svého narození byla jako dcera vévody oprávněna před svým křestním jménem používat zdvořilostní titul „lady“.
Po nástupu Karla III. na trůn, několik zpravodajských kanálů informovalo, že Lilibet získala jako dítě syna panovníka, podle patentu vydaného králem Jiřím V. v roce 1917, nárok na titul „princezna“ a oslovení „královská Výsost“. Jiné zdroje však uváděly, že není jasné, zda bude tento titul používat, a poznamenávaly, že ne všichni členové královské rodiny, kteří mají nárok na titul, se rozhodnou jej používat. Oficiální webové stránky královské rodiny až do 8. března 2023 nadále veřejně používaly tvar „slečna Lilibet Mountbatten-Windsor“. V březnu 2023 však Buckinghamský palác potvrdil, že webová stránka bude v pravý čas aktualizována, aby odrážela její titul „princezna“, což se stalo 9. března 2023. Prohlášení mluvčí Lilibetiných rodičů z 8. března 2023, které oznámilo její křest, bylo poprvé, kdy její rodiče veřejně použili její titul „princezna“, přičemž oznámení o ní hovořilo jako o „princezně Lilibet Dianě“. Bylo oznámeno, že jakékoli tituly budou používány ve formálních podmínkách, ale ne na každodenní bázi.
Protože byla pravnučkou panovníka v mužské linii, ale ne vnučkou, nebyla v době svého narození princeznou. Dcery vévodů mají nárok na zdvořilostní titul „Lady“ před svým křestním jménem; nicméně, stejně jako v případě jejího bratra Archieho, je nepravděpodobné, že bude tento titul používat, alespoň pokud bude žít ve Spojených státech amerických. Na základě patentu vydaného králem Jiřím V. v listopadu 1917 se Lilibet legálně stala princeznou po nástupu svého dědečka, krále Karla III., na trůn 8. září 2022, ačkoli není povinna tento titul používat.